# Hrabstwo Gallia
Hrabstwo Gallia (ang. Gallia County) – hrabstwo w stanie Ohio w Stanach Zjednoczonych. Obszar całkowity hrabstwa obejmuje powierzchnię 471,13 mil2 (1 220,24 km²). Według danych z 2010 r. hrabstwo miało 30 934 mieszkańców. Hrabstwo powstało 25 marca 1803 roku, a jego nazwa pochodzi od łacińskiej nazwy Francji, z której pochodzili pierwsi osadnicy na tych terenach, będący w znacznej części rojalistami uciekającymi przed rewolucją francuską.

## Sąsiednie hrabstwa
- Hrabstwo Vinton (północ)
- Hrabstwo Meigs (północny wschód)
- Hrabstwo Mason (Wirginia Zachodnia) (wschód)
- Hrabstwo Cabell (południe)
- Hrabstwo Lawrence (południowy zachód)
- Hrabstwo Jackson (północny zachód)

## Wioski
- Centerville
- Cheshire
- Crown City
- Gallipolis
- Kanauga (CDP)
- Rio Grande
- Vinton